# Rote Fabrik
Культурный центр «Rote Fabrik» (букв. красная фабрика; нем. Rote Fabrik) — центр современного искусства, расположенный в районе Воллисхофен швейцарского города Цюрих; является центром неформальной культуры; здание было построено в 1892 году по проекту архитектора Карла Цехина для компании «Henneberg», специализировавшейся на производстве шёлка; в 1972 году городская администрация приобрела здание и планировала снести его, чтобы расширить соседнюю улицу Seestrasse; в 1977 году, по результатам референдума, здание стало местом размещения культурного центра — но несколько лет фактически не получала финансирования от города; в 1981 году включено в список памятников архитектуры; является одной из ключевых концертных площадок города.

## История и описание

### Фабрика
Здание будущей «Красной фабрики» было построено в 1892 году по проекту архитектора Карла Арнольда Цехина (Carl Arnold Séquin) для компании по производству шёлковой ткани «Henneberg». В 1899 году компания стала частью шёлкоткацкой фабрики «Stünzi Söhne Seidenwebereien» из цюрихского Хоргена. Во время Второй мировой войны, в 1940 году, фабричное здание стало собственностью фирмы «Standard Telephon & Radio AG» — дочерней компании американской ITT Corporation. В 1972 году власти города Цюрих приобрели фабрику и планировали снести здание, чтобы расширить близлежащую улицу Seestrasse.

### «Народная инициатива»
Социал-демократическая партия Швейцарии организовала в сентябре 1973 года «народную инициативу» (Volksinitiative), сбор подписей необходимый для проведения референдума по сохранению «Красной фабрики» — и по превращению ее в культурный центр. Хотя население города в 1977 году поддержало идею, городские власти не спешили с реализацией проекта (арт-центр практически не упоминался в муниципальных документах). В конце 1970-х в помещениях лишь изредка проводились культурные мероприятия.
Посчитав, что власти города Цюрих не исполнили требования референдума, в 1980 году группа горожан объединилась в ассоциацию «Interessengemeinschaft Rote Fabrik» (IGRF). Весной 1980 года молодые горожане организовали в здании серию рок-концертов — без официального одобрения властей. Объявление о следующем несанкционированном фестивале — под лозунгом «Жизнь на мертвой фабрике» — вызвало в городе смешанную реакцию. За три дня до фестиваля городской совет решил «стерпеть, но не одобрять» подобную практику; в итоге около 2000 человек приняли участие в мероприятии, проходившем 17—18 мая 1980 года — помимо музыкального события на площадке активно обсуждалась и судьба арт-центра.

### Основание
30 мая 1980 года, когда было публично объявлено решение о финансировании Цюрихского оперного театра на сумму в 61 миллион швейцарских франков в городе начались беспорядки: произошла серия столкновениям между молодыми демонстрантами, выступавшими за арт-центр, и местной полицией. Молодежное движение требовало от города создать место для альтернативной молодежной культуры — например, уже согласованный культурный центр на «Красной фабрике» (см. «Jugendunruhen in der Schweiz»).
25 октября 1980 года культурный центр «Rote Fabrik» был «временно» открыт. Музыка и театр стали основными направлениями его деятельности; помимо этого в здании возникла мастерская «selbständige Veloflicken» по ремонту велосипедов. Некоторые независимые театральные компании, которые затем получили мировую известность, дебютировали на «фабрике». В её стенах с 1984 года стал проводиться фестиваль современной электронной музыки «Taktlos Festival».
В 1981 году «Красная Фабрика» была включена в список памятников архитектуры города, а через четыре года в ней открылся ресторан «Ziegel oh Lac», название которого являлось аллюзией на название цюрихского фешенебельного отеля «Baur au Lac». В 1987 году в здании был основан союз «Shedhalle», который с тех пор руководит одноименным институтом «современного и критического искусства» на территории бывшей фабрики. Референдум 1987 года дополнил законодательство — он постановил, что «Красная Фабрика» должна использоваться и субсидироваться городскими властями как альтернативный культурный центр. С тех пор школа искусств и дизайна «F+F Schule für Kunst und Design» разместила здесь свою мастерскую живописи.

### Деятельность
В начале 1990-х годов здание было отремонтировано и перестроено под выставочные цели. В 2002 году субсидии были скорректированы до суммы в 2,3 миллиона франков, что позволяет проводить более 300 мероприятий в год. В 2010 году, в связи 30-летним юбилеем с момента создания центра, была проведена серия мероприятий «30 Jahre sind genug», о которых местная пресса отозвалась как о «самокритичных». По состоянию на 2019 год, «Rote Fabrik» по-прежнему управляется как «коллектив» (художественный кооператив), имеющий около двадцати постоянных сотрудников. Музыкальная площадка вмещала до 1000 зрителей.
С 2008 года в центре также размещается «Dock18» — филиал медиакультурного пространства «Raum für Medienkulturen der Welt». В июне 2012 года в здании возник пожар; только через несколько часов пожарные части смогли взять огонь под контроль. Никто не пострадал, но большое количество художественных работ было уничтожено.